# Campylopus gastro-alaris
Campylopus gastro-alaris är en bladmossart som beskrevs av Jean Édouard Gabriel Narcisse Paris 1904. Campylopus gastro-alaris ingår i släktet nervmossor, och familjen Dicranaceae. Inga underarter finns listade i Catalogue of Life.